# Banging on the Doors of Love
Banging on the Doors of Love is het tweede studioalbum van de Nederlandse zangeres Sandra van Nieuwland. Zelf beschouwt Van Nieuwland Banging on the Doors of Love als haar debuutalbum, omdat op haar eerste album, And More, op het laatste nummer na enkel covers te horen waren.

## Achtergrond
Banging on the Doors of Love is Van Nieuwlands tweede studioalbum. Nadat het album van The Voice of Holland-winnares Leona Philippo uitkwam mocht Van Nieuwland een album met eigen werk uitbrengen.
De eerste single zou Hunter worden. Deze single scoorde duidelijk beter dan Philippo's single, With A Word, en Van Nieuwland haalde met Hunter de Nederlandse Top 40. Als tweede single kwam Always Alone uit, met als piek nummer 2 in de Tipparade.
Banging on the Doors of Love was volgens de recensies beter dan And More, toch haalde Banging on the Doors of Love in de Album Top 100 als piek de zesde plaats, terwijl And More zeven weken lang op één stond.

## Tracklist
| 1.                 | Hunter                       | 3:03 |
| 2.                 | Always Alone                 | 3:24 |
| 3.                 | Banging on the Doors of Love | 3:15 |
| 4.                 | Oxygen                       | 3:10 |
| 5.                 | Empty Hands                  | 2:47 |
| 6.                 | Snooze Away                  | 3:13 |
| 7.                 | Tidy & Quiet                 | 2:39 |
| 8.                 | Love to Love                 | 2:55 |
| 9.                 | Guilty Trip                  | 3:11 |
| 10.                | Happy                        | 3:16 |
| 11.                | Sunlight                     | 3:52 |
| 12.                | Wait or Forget               | 3:31 |
| Totale duur: 41:33 |                              |      |